# André Derain (Vlaminck)
Pour les articles homonymes, voir André Derain.
André Derain ou André Derain (1880-1954) est un tableau réalisé par le peintre français Maurice de Vlaminck en 1906. De format vertical, cette huile sur carton est un portrait fauve de son ami André Derain une pipe aux lèvres. Legs de Natasha Gelman en 1998, elle est conservée au Metropolitan Museum of Art, à New York, aux États-Unis.